# Auflager (Waffe)

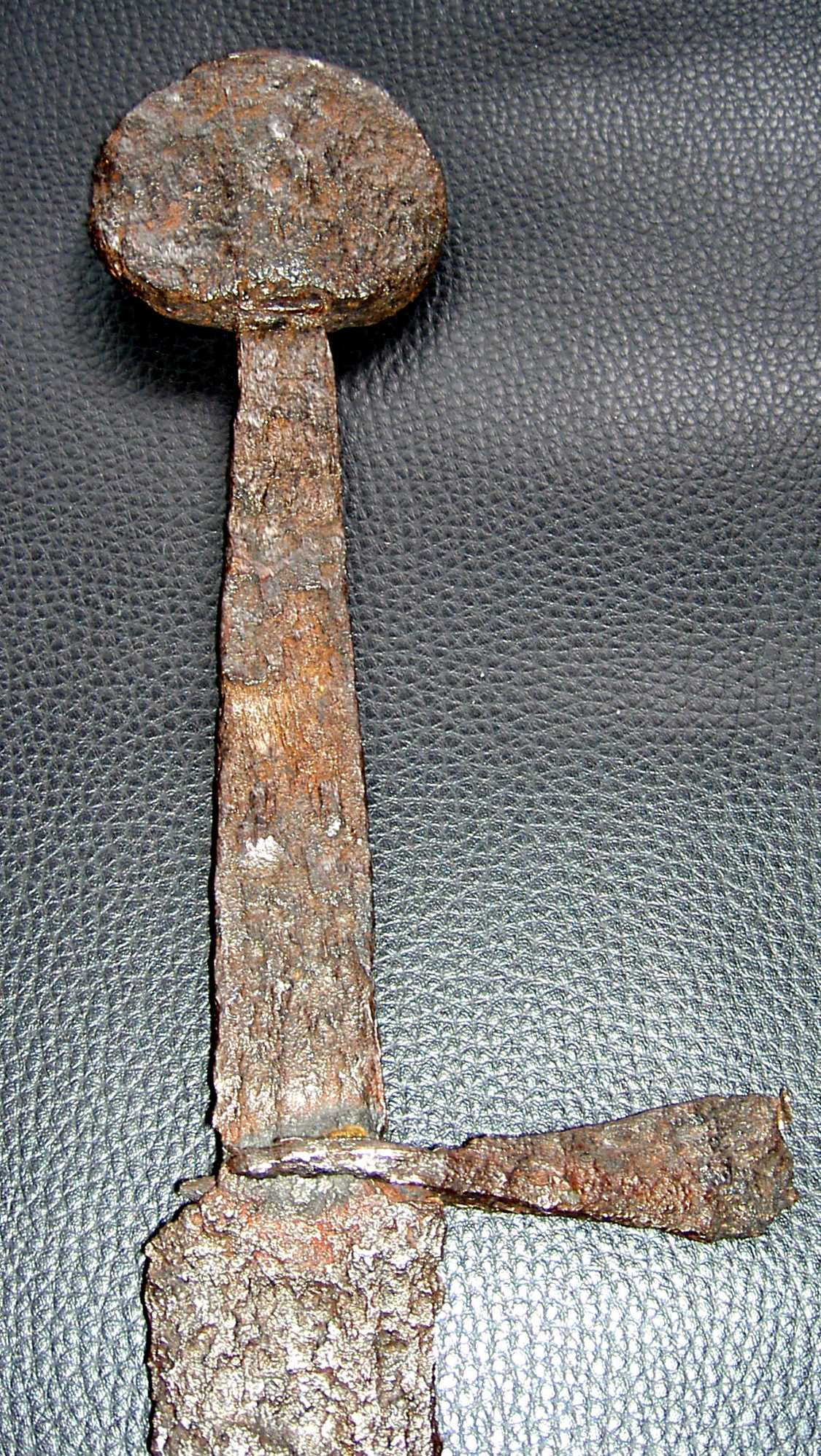
Auflager an einer Schwertklinge (gegenüber vom Parierstangenteil)

Auflager (auch Schultern) sind die Absätze, die zwischen dem Klingenkopf und der Angel an der Klinge ausgeschmiedet sind. Diese Absätze dienen als Halterung (Auflager) für die Parierstange, den Korb oder das Stichblatt. Sie sichern den Korb oder andere Bauteile gegen ein Abrutschen auf die Klinge.